# Piotr Kler
Piotr Kler (ur. 20 stycznie 1950 w Kadłubie Wolnym) – polski przedsiębiorca – założyciel i współwłaściciel firmy meblarskiej Kler.

## Życiorys
Absolwent Technikum Drzewnego w Poznaniu. Dyplom mistrzowski w zakresie tapicerstwa uzyskał w 1972. W 1973 założył własną firmę a w 1974 opracował pierwszy autorski projekt sofy i fotela. Jako pierwszy w Polsce produkuje meble wypoczynkowe ze skóry – i podpisuje je własnym nazwiskiem. W 1991 otwiera pierwszy salon firmowy. Wkrótce dołączył do Listy 100 najbogatszych Polaków tygodnika „Wprost” zajmując w 2003 roku 78 miejsce.

## Wyróżnienia
- Laureat konkursu Fundacji Polskiego Godła Promocyjnego "Teraz Polska" (1999)[5].
- Manager roku w konkursie „Złote Ville” (2006)[6].
- Odznaka Honorowa za Zasługi dla Ochrony Pracy (2007)[7].
- Złota Honorowa Odznaka Fundacji "Promocja Zdrowia" (2009)[8].